# سحر سينيسي
سهر سينيسي (بالألمانية: Sahr Senesie)؛ (مواليد 20 يونيو 1985) لاعب كرة قدم ألماني سابق لعب كمهاجم.

## الحياة الشخصية
ولد في كويندو في سيراليون وهاجر إلى ألمانيا في عام 1997. هو الأخ غير الشقيق لمدافع كرة القدم أنطونيو روديغر.

## روابط خارجية
- سحر سينيسي في موقع كرة القدم العالمية.نت
- سحر سينيسي  على سكروي